# Рамизето
Рамизѐто (на италиански: Ramiseto, на местен диалект Ramṣè, Рамъзе) е село в северна Италия, община Вентасо, провинция Реджо Емилия, регион Емилия-Романя. Разположено е на 781 m надморска височина.